# Miguel Kertsman
Miguel Kertsman (født 1965 i Recife, Brasilien) er en brasiliansk/amerikansk komponist, dirigent, lærer, producer og pianist.
Kertsman bosatte sig tidligt i USA og studerede komposition på Berkeley School of Music i Boston. Han studerede senere direktion på Musikkonservatoriet i Boston, og forsatte sine kompositions studier på Julliard School of Music i New York.
Kertsman har skrevet 2 kammersymfonier, orkesterværker, kammermusik, scenemusik, vokalværker, popmusik, jazzmusik, elektronisk musik, og filmmusik etc.

## Udvalgte værker
- Kammersymfoni nr. 1 "Acordal" (1995-1996) - for sopran, kontraalt, slagtøj og orkester
- Kammersymfoni nr. 2 "New York af 50 døre" (1989-2014) - for orkester
- Symfoni Koncertante "Brasiliansk" (1989-2000) - for fløjte og orkester
- "Amazone" (1987) - for orkester
- "Brasiliansk koncert" (2005) - for fløjte , slagtøj og strygeorkester